# Burkhard Boemke
Burkhard Boemke (* 12. September 1961 in Hildesheim) ist ein deutscher Jurist. Er ist seit 1997 Professor für Bürgerliches Recht, Arbeits- und Sozialrecht an der Universität Leipzig.

## Werdegang
Nach dem Abitur an der Jacob-Grimm-Schule in Kassel nahm Boemke 1980 ein Studium der Rechtswissenschaft an der Universität Göttingen auf, das er im Mai 1985 mit der Ersten Juristischen Staatsprüfung abschloss. Anschließend arbeitete Boemke an seiner Dissertation mit dem Titel „Rechtsfolgen unangemessener Bestimmungen in AGB“, mit der er in Göttingen im Juli 1988 zum Dr. iur. promoviert wurde. Im Oktober 1989 legte Boemke die Zweite Juristische Staatsprüfung vor dem Oberlandesgericht Celle ab. Im Anschluss wurde Boemke wissenschaftlicher Assistent an der Universität Heidelberg. Dort habilitierte er sich 1996 mit einer von Gerrick von Hoyningen-Huene betreuten Untersuchung zu „Schuldvertrag und Arbeitsverhältnis“.
In den Jahren 1996/97 nahm Boemke eine Lehrstuhlvertretung an der Universität Mannheim wahr. Zum 1. September 1997 wurde er auf Professur an der Universität Leipzig berufen, wo er seitdem den Lehrstuhl für Bürgerliches Recht, Arbeits- und Sozialrecht innehat. Seit Dezember 1998 ist Boemke zudem geschäftsführender Direktor des Instituts für Arbeits- und Sozialrecht in der Juristenfakultät der Universität Leipzig. Von April 2006 bis September 2008 war er Dekan der Juristenfakultät der Universität Leipzig.

## Veröffentlichungen (Auswahl)
- AGG im Arbeitsrecht (zusammen mit Franz-Ludwig Danko). Springer, Berlin/Heidelberg/New York 2007. ISBN 978-3-540-49085-2.
- Fallsammlung zum Arbeitsrecht (zusammen mit Bernhard Ulrici). 2. Auflage. Springer, Berlin/Heidelberg/New York 2007. ISBN 978-3-540-36980-6.
- Gesetz über Arbeitnehmererfindungen. Kommentar. 1. Auflage. C.H. Beck, München 2015, ISBN 978-3-406-63881-7.
- Studienbuch Arbeitsrecht. 2. Auflage. C.H. Beck, München 2004. ISBN 3-406-51745-5.
- BGB Allgemeiner Teil (zusammen mit Bernhard Ulrici) 2. Auflage, Springer Verlag Berlin Heidelberg 2013 ISBN 978-3-642-39170-5